# Linka (seriál)
Linka je česká televizní minisérie z roku 2019, která měla premiéru na stanici Prima. Její děj se soustřeďuje na tísňovou linku všech záchranářských složek. Každá epizoda sleduje případy inspirované skutečnými osudy a případů. V hlavních rolích se představili Ivana Chýlková jako hlavní policejní dispečerka komisařka Zuzana Radová a Ondřej Brzobohatý jako mladý policista Filip Mrkvička. Natáčení probíhalo od dubna do května 2019.

## Obsazení
| Ondřej Brzobohatý   | poručík Mgr. Filip Mrkvička, mladý policista, komisař |
| Ivana Chýlková      | nadporučík Mgr. Zuzana Radová, hlavní policejní dispečerka, komisařka                                                                                     |
| Martin Hofmann      | MUDr. Theodor Franz, kdysi lékař na záchranné službě, teď hlavní dispečer na záchrance, kvůli alkoholu musel opustit záchranku, profesí lékař a záchranář |
| Eva Leimbergerová   | Mgr. Jolana Motýlová, policejní psycholožka |
| Vladimír Kratina    | nadporučík Mgr. Karel Mazanec, šéf tísňové linky, profesí hasič                                                                                           |
| Martin Finger       | Mgr. Richard „Richie“ Rada, hasič, velitel zásahu |
| Roman Vojtek        | kapitán Mgr. Mojmír Černík, policista, vrchní komisař |
| Sandra Černodrinská | MUDr. Monika Kučerová, dispečerka a lékařka na záchrance                                                                                                  |
| Jana Sováková       | Mgr. Karin Nohová, dispečerka u hasičů, hasička |
| Annette Nesvadbová  | Mgr. Anežka Bílková, dispečerka na záchrance, záchranářka                                                                                                 |
| Matěj Šíma          | Michal Hnilička, dispečer u hasičů, hasič |
| Adam Vacula         | MUDr. Daniel Motýl, manžel Jolany |

## Seznam dílů
| Č. v seriálu | Režie                       | Scénář                                             | Premiéra v ČR   | Sledovanost (v mil.) |
| ------------ | --------------------------- | -------------------------------------------------- | --------------- | -------------------- |
| 1            | Jiří Chlumský a Martin Kopp | Lenka Hornová, Lucie Konečná a Magdalena Turnovská | 17. června 2019 | 1,103                |
| 2            | Jiří Chlumský a Martin Kopp | Lenka Hornová, Lucie Konečná a Magdalena Turnovská | 19. června 2019 | 1,064                |
| 3            | Jiří Chlumský a Martin Kopp | Lenka Hornová, Lucie Konečná a Magdalena Turnovská | 24. června 2019 | 0,895                |
| 4            | Jiří Chlumský a Martin Kopp | Lenka Hornová, Lucie Konečná a Magdalena Turnovská | 26. června 2019 | 0,897                |